# Antonio Bioni
Antonio Bioni, italijanski operni skladatelj, * 1698, Benetke, † 1739.

## Opere
- Climene (1721, Chioggia)
- Mitridate (1722, Ferrara)
- Cajo Mario (1722, Ferrara)
- Udine (1722, Venice)
- Orlando furioso (1724, Glucksbade)
- Armida abbandonata (1725, Praga)
- Armida al campo (1726, Wrocław)
- Endimione (1727, Wrocław)
- Lucio Vero (1727, Wrocław)
- Attalo ed Arsinoe (1727, Wrocław)
- Ariodante (1727, Wrocław)
- Filindo (1728, Wrocław)
- Artabano re di Parti (1728, Wrocław)
- Griselda (1728, Wrocław)
- Nissa ed Elpino (1728, Wrocław)
- Merope (1728, Wrocław)
- Arsinoe (1728, Wrocław)
- La fede tradita e vendicata (1729, Wrocław)
- Engelberta (1729, Wrocław)
- Andromaca (1729/30, Wrocław)
- Il ritorno del figlio con l'abito più approvato (1730, Praga) [s F. Mancini in M. Lucchini]
- Ercole su'l Termodonte (1730, Wrocław)
- Adone (1731, Praga)
- Silvia (1732, Wrocław)
- Siroe (1732, Wrocław)
- Lucio Papirio(1732, Wrocław)
- La verità conosciuta (1732, Wrocław)
- Demetrio (1732, Wrocław)
- Issipile (1732, Wrocław)
- L'Odio placato (1733, Wrocław)
- Artaserse (1733, Wrocław)
- Alessandro Severo (1733, Wrocław)
- Alessandro nell'Indie (1733, Wrocław)
- Girita (1738, Wrocław)